# Hans Wassermann
Hans Wassermann (ur. 1 września 1953 w Kraftisried) – zachodnioniemiecki żużlowiec, występujący również na długim torze.

## Życiorys
Dwukrotny złoty medalista drużynowych mistrzostw RFN (1975, 1976).
Reprezentant RFN na arenie międzynarodowej. Dwukrotny finalista mistrzostw świata par (Manchester 1977 – brązowy medal, Chorzów 1978 – VI miejsce). Uczestnik eliminacji drużynowych oraz indywidualnych mistrzostw świata (najlepszy wynik: Praga 1978 – I miejsce w finale kontynentalnym; w finale światowym nie wystąpił).
Sukcesy odnosił również w wyścigach na długim torze. Trzykrotny finalista indywidualnych mistrzostw świata (Radgona 1975 – VII miejsce, Mariańskie Łaźnie 1976 – XIV miejsce, Aalborg 1977 – XIII miejsce). Dwukrotny zwycięzca turniejów o "Srebrny Kask" (1973, 1976).
W lidze brytyjskiej reprezentował barwy klubu Reading Racers (1977–1978).